# مارتن شيرديفان
مارتن شيرديوان (بالألمانية: Martin Schirdewan)‏ (مواليد 12 تموز/ يوليو 1975) صحفي وسياسي وعضو في البرلمان الأوروبي منذ 8 تشرين الثاني / نوفمبر 2017. هو عضو في حزب اليسار والرئيس المشارك لمجموعة اليسار المتحد الأوروبي-اليسار الأخضر النوردي (GUE / NGL). بصفته رئيس مشارك لأحد المجموعات السياسية في البرلمان الأوروبي فهو أيضاً عضو في مؤتمر الرؤساء وهي الهيئة المسؤولة عن إدارة البرلمان.